# 森岡貞香
森岡 貞香（もりおか さだか、女性、1916年3月4日 - 2009年1月30日）は、日本の歌人。

## 経歴
島根県松江市に、陸軍軍人森岡皐の長女として生まれる。父の転勤に伴い、東京、台北、奉天を転々とする。山脇高等女学校卒業。「心の花」を経て、1934年、「ポトナム」に参加。19歳で軍人と結婚するも、戦後未亡人となる。
1949年、「女人短歌」創刊に参加、のち代表。五島美代子や葛原妙子と交流を持つ。戦後派の女流歌人の皮切りであり、葛原や中城ふみ子に影響を与えた。1968年、「石畳」を創刊、主宰する。1981年、北國新聞歌壇選者。
1992年、歌集『百乳文』で第26回迢空賞受賞。2000年、『定本森岡貞香歌集』で第23回現代短歌大賞受賞。2001年、歌集『夏至』で第12回斎藤茂吉短歌文学賞受賞。
2006年正月、宮中歌会始で召人。
2009年1月30日、心筋梗塞にて死去。2月4日、永平寺別院長谷寺にて告別式が営まれる。没後、『九夜八日』『少時』『帯紅』が刊行される。

## 著書
- 白蛾 歌集 第二書房 1953（女人短歌叢書）
- 未知 歌集 ユリイカ 1956
- 甃 歌集 新星書房 1964
- 珊瑚数珠 歌集 石畳の会 1977
- 黛樹 歌集 短歌新聞社〈現代短歌全集〉 1987
- 百乳文 歌集 砂子屋書房 1991
- 夏至 歌集 砂子屋書房 2000
- 定本森岡貞香歌集 砂子屋書房 2000
- 敷妙 歌集 短歌研究社 2001
- 九夜八日（ここのよやうか） 歌集 砂子屋書房 2010
- 少時（しまし） 歌集　砂子屋書房 2010
- 帯紅（くれなゐ帯びたり） 歌集 砂子屋書房 2011
- 森岡貞香歌集 現代歌人文庫 砂子屋書房 2016
- 森岡貞香全歌集 砂子屋書房 2021